# كريستيان فاديم
كريستيان فاديم (بالفرنسية: Christian Vadim)‏
```
هو 
ممثل
 
فرنسي
، ولد في 18 يونيو 1963 
بباريس
 في 
فرنسا
.
```

## وصلات خارجية
- كريستيان فاديم على موقع IMDb (الإنجليزية)
- كريستيان فاديم على موقع ألو سيني (الفرنسية)
- كريستيان فاديم على موقع أول موفي (الإنجليزية)
- كريستيان فاديم على موقع قاعدة بيانات الأفلام السويدية (السويدية)
- كريستيان فاديم على موقع قاعدة بيانات الفيلم (الإنجليزية)
- كريستيان فاديم على موقع كينوبويسك (الروسية)